# Johann Anton Breil
Johann Anton Breil (* 9. Januar 1821 in Dorsten, Westfalen; † 16. November 1892 in Regensburg) war ein deutscher Orgelbauer.

## Leben
Johann Anton Breil erlernte das Orgelbauhandwerk bei seinem Bruder Josef Anton Breil. Auf seiner Gesellenreise kam er 1848 nach Regensburg. Er ließ sich nieder, erhielt 1853 das Bürgerrecht der Stadt und die damit verbundene Genehmigung zum Betrieb einer eigenen Werkstatt. So füllte er das Vakuum nach dem Tod von Johann Heinssen im Jahr 1849. Er schuf bis zu seinem Tod 1892 zahlreiche Orgeln im Regensburger und Oberpfälzer Raum. Zudem war er als Gutachter tätig. Nur wenige Instrumente seines Schaffens überlebten die Zeit der Spätromantik, mit der damals moderneren klanglichen und technischen Ausstattung. Von seinen vier Kindern war der einzige Sohn Anton Josef (* 29. März 1858) als Orgelbauer tätig. Er ist wahrscheinlich in Olmütz verstorben.

## Werkliste (Auszug)
| Jahr    | Ort                                    | Kirche                                                | Bild | Manuale | Register | Bemerkungen |
| ------- | -------------------------------------- | ----------------------------------------------------- | ---- | ------- | -------- | --- |
| um 1850 | Regensburg                             | St. Rupert                                            |      | I/P     | 11       | original erhalten; hinter dem Prospekt der Vorgängerorgel, vermutlich gebaut von Michael Herberger. → Orgel                  |
| um 1850 | Walkertshofen                          | St. Alban                                             |      | I/P     | 6        | |
| 1850    | Regensburg                             | Spitalkirche St. Katharina                            |      | I/P     | 8        | 1974 von Rickert transferiert in die Wallfahrtskirche St. Michael im Regensburger Stadtteil Kager                            |
| 1853    | Bad Abbach                             | St. Nikolaus                                          |      | I/P     | 8        | teilweise erhalten; 1981 nahezu Neubau von Kloss I/12                                                                        |
| um 1855 | Frauenbiburg bei Dingolfing            | Hl. Drei Könige                                       |      |         |          | nur Prospekt erhalten |
| 1855    | Regensburg                             | Heilig Kreuz                                          |      | II/P    | 15       | nicht erhalten; bei den folgenden Neubauten verborgen, seitlich hinter dem Chorgitter im Nonnenchor: 1900 Siemann, 1978 Jann |
| 1855    | Rötz                                   | St. Martin                                            |      | I/P     | 13       | nicht erhalten; derzeit Michael Weise 1959 mit Freipfeifenprospekt (23/II/P)                                                 |
| 1857    | Hüttenkofen bei Mengkofen              | Mariä Himmelfahrt                                     |      | I/P     | 6        | → Orgel |
| 1857    | Münchsmünster                          | St. Sixtus                                            |      | I/P     | 7        | nicht erhalten; derzeit Michael Weise von 1958 im historischen Gehäuse                                                       |
| 1859    | Regensburg                             | Klosterkirche St. Vitus, Kirche der Nervenheilanstalt |      |         | 9        | nicht erhalten, im Chorraum Neubau von Eisenbarth                                                                            |
| 1864    | Dingolfing                             | St. Johannes                                          |      | II/P    | 22       | nicht erhalten → Orgel |
| 1866    | Herrnsaal bei Kelheim                  | St. Benno                                             |      | I/P     | 5        | erhalten in der früheren Pfarrkirche St. Jakobus d. Ä. in Kelheimwinzer                                                      |
| 1870    | Regensburg                             | Alte Kapelle                                          |      | II/P    | 30       | Neubau im historischen Gehäuse; nicht erhalten                                                                               |
| 1873    | Regensburg                             | St. Jakob                                             |      | I/P     | 14       | Mechanische Kegellade, unter teilweiser Verwendung der Vorgängerorgel; nicht erhalten. Nachfolgeorgel: 1899 Siemann.         |
| 1875    | Schaltdorf                             | St. Nikolaus                                          |      | I/p     | 5        | |
| 1876    | Amberg                                 | St. Martin                                            |      | II/P    | 24       | nicht erhalten; bereits 1891 Neubau von Steinmeyer auf II/31.                                                                |
| 1876    | Saal an der Donau                      | Mariä Schmerzen                                       |      | I/P     | 8        | nicht erhalten. Nachfolgeorgeln: Edenhofer, Siemann.                                                                         |
| 1878    | Obereulenbach bei Rohr in Niederbayern | St. Sebastian                                         |      | I/P     | 6        | |
| 1882    | Regensburg                             | Stiftskirche St. Johann                               |      | I/P     | 11       | nicht erhalten; im Gehäuse der Vorgängerorgel → Orgel                                                                        |